# Rivesaltes
Pour les articles homonymes, voir Rivesaltes (homonymie).
Rivesaltes [ˌʁivəˈzaltə]  est une commune française, située dans le nord-est du département des Pyrénées-Orientales en région Occitanie. Sur le plan historique et culturel, la commune est dans le Roussillon, une ancienne province du royaume de France, qui a existé de 1659 jusqu'en 1790 et qui recouvrait les trois vigueries du Roussillon, du Conflent et de Cerdagne.
Exposée à un climat méditerranéen, elle est drainée par l'Agly, la Llavanera, le ruisseau de Claira et par divers autres petits cours d'eau. La commune possède un patrimoine naturel remarquable composé de deux zones naturelles d'intérêt écologique, faunistique et floristique.
Ses habitants sont appelés les Rivesaltais. La ville a donné son nom à deux vins doux naturels d'appellation contrôlée : le rivesaltes et le muscat de Rivesaltes.

## Géographie

### Localisation
La commune de Rivesaltes se trouve dans le département des Pyrénées-Orientales, en région Occitanie.
Elle se situe à 8 km à vol d'oiseau de Perpignan, préfecture du département
, bureau centralisateur du canton de la Vallée de l'Agly dont dépend la commune depuis 2015 pour les élections départementales
La commune fait en outre partie du bassin de vie de Perpignan.
Les communes les plus proches sont : 
Peyrestortes (2,4 km), Espira-de-l'Agly (3,3 km), Pia (4,7 km), Baixas (5,7 km), Bompas (6,4 km), Saint-Estève (6,7 km), Claira (6,7 km), Cases-de-Pène (7,2 km).
Sur le plan historique et culturel, Rivesaltes fait partie de l'ancienne province du royaume de France, le Roussillon, qui a existé de 1659 jusqu'à la création du département des Pyrénées-Orientales en 1790 et qui recouvrait les trois vigueries du Roussillon, du Conflent et de Cerdagne.

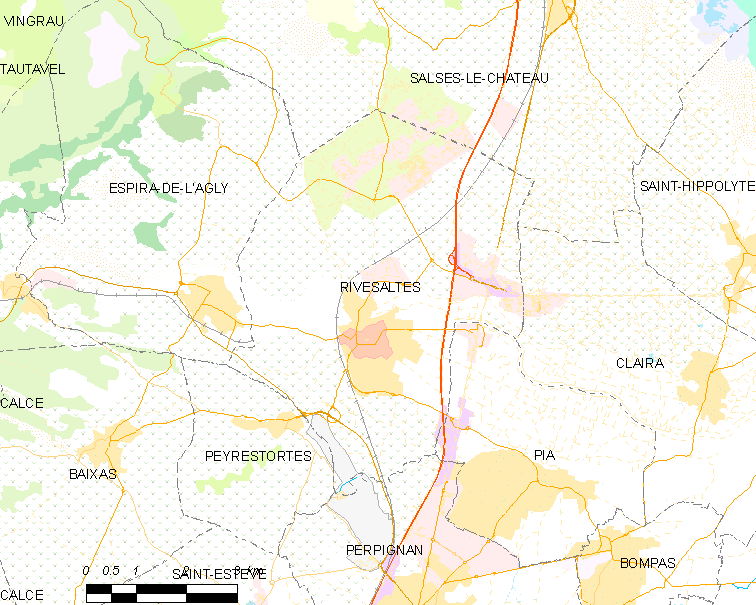
Situation de la commune.

|                  | Salses-le-Château |        |
| Espira-de-l'Agly | Rivesaltes        | Claira |
| Peyrestortes     | Perpignan         | Pia    |

### Géologie et relief
L'altitude de la commune varie entre 11 et 70 mètres.
La commune est classée en zone de sismicité 3, correspondant à une sismicité modérée.

### Hydrographie
Rivesaltes est traversée d'ouest en est par l'Agly.
Divers affluents de l'Agly achèvent leur parcours sur le territoire de la commune :
- El Ròbol sur la rive gauche ;
- Le Còrrec de la Llobera sur la rive droite.

Le Rec de Claira traverse le secteur nord-est de la commune et Le Rec de Ribesaltes traverse le sud-ouest de la commune.

### Climat
Pour des articles plus généraux, voir Climat de l'Occitanie et Climat des Pyrénées-Orientales.
En 2010, le climat de la commune est de type climat méditerranéen franc, selon une étude du CNRS s'appuyant sur une série de données couvrant la période 1971-2000. En 2020, Météo-France publie une typologie des climats de la France métropolitaine dans laquelle la commune est exposée à un climat méditerranéen et est dans la région climatique Provence, Languedoc-Roussillon, caractérisée par une pluviométrie faible en été, un très bon ensoleillement (2 600 h/an), un été chaud (21,5 °C), un air très sec en été, sec en toutes saisons, des vents forts (fréquence de 40 à 50 % de vents > 5 m/s) et peu de brouillards.
Pour la période 1971-2000, la température annuelle moyenne est de 15 °C, avec une amplitude thermique annuelle de 15,6 °C. Le cumul annuel moyen de précipitations est de 562 mm, avec 5,6 jours de précipitations en janvier et 2,6 jours en juillet. Pour la période 1991-2020, la température moyenne annuelle observée sur la station météorologique la plus proche, située sur la commune de Perpignan à 8 km à vol d'oiseau, est de 16,0 °C et le cumul annuel moyen de précipitations est de 578,3 mm,. Pour l'avenir, les paramètres climatiques de la commune estimés pour 2050 selon différents scénarios d’émission de gaz à effet de serre sont consultables sur un site dédié publié par Météo-France en novembre 2022.

### Milieux naturels et biodiversité

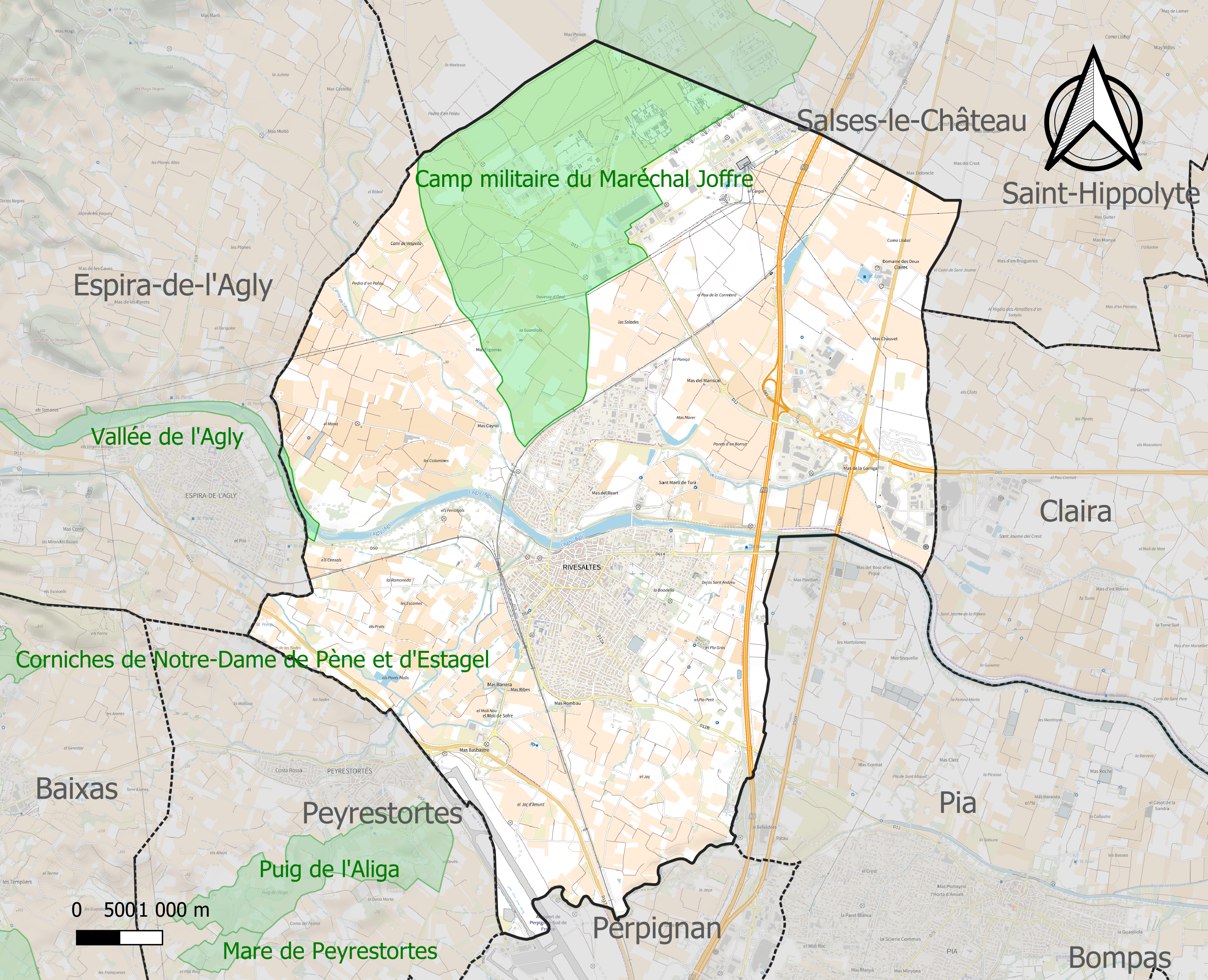
Carte des ZNIEFF de type 1 localisées sur la commune.

L’inventaire des zones naturelles d'intérêt écologique, faunistique et floristique (ZNIEFF) a pour objectif de réaliser une couverture des zones les plus intéressantes sur le plan écologique, essentiellement dans la perspective d’améliorer la connaissance du patrimoine naturel national et de fournir aux différents décideurs un outil d’aide à la prise en compte de l’environnement dans l’aménagement du territoire.
Deux ZNIEFF de type 1 sont recensées sur la commune :
les « Camp militaire du Maréchal Joffre » (609 ha), couvrant 2 communes du département et 
la « vallée de l'Agly » (164 ha), couvrant 5 communes du département.

## Toponymie
Le nom catalan de la commune, Ribesaltes, signifie "rives hautes", et vient du latin Ripis Altis.
La première mention de Rivesaltes date de 923 (Ribas Altas).

## Urbanisme

### Typologie
Au 1er janvier 2024, Rivesaltes est catégorisée centre urbain intermédiaire, selon la nouvelle grille communale de densité à sept niveaux définie par l'Insee en 2022.
Elle appartient à l'unité urbaine de Perpignan, une agglomération intra-départementale regroupant 15  communes, dont elle est une commune de la banlieue,,. Par ailleurs la commune fait partie de l'aire d'attraction de Perpignan, dont elle est une commune de la couronne,. Cette aire, qui regroupe 118 communes, est catégorisée dans les aires de 200 000 à moins de 700 000 habitants,.

### Occupation des sols
L'occupation des sols de la commune, telle qu'elle ressort de la base de données européenne d’occupation biophysique des sols Corine Land Cover (CLC), est marquée par l'importance des territoires agricoles (66,9 % en 2018), en diminution par rapport à 1990 (74,1 %). La répartition détaillée en 2018 est la suivante : 
cultures permanentes (51,5 %), zones industrielles ou commerciales et réseaux de communication (15,4 %), zones agricoles hétérogènes (15,4 %), zones urbanisées (9 %), milieux à végétation arbustive et/ou herbacée (8,8 %). L'évolution de l’occupation des sols de la commune et de ses infrastructures peut être observée sur les différentes représentations cartographiques du territoire : la carte de Cassini (XVIIIe siècle), la carte d'état-major (1820-1866) et les cartes ou photos aériennes de l'IGN pour la période actuelle (1950 à aujourd'hui).

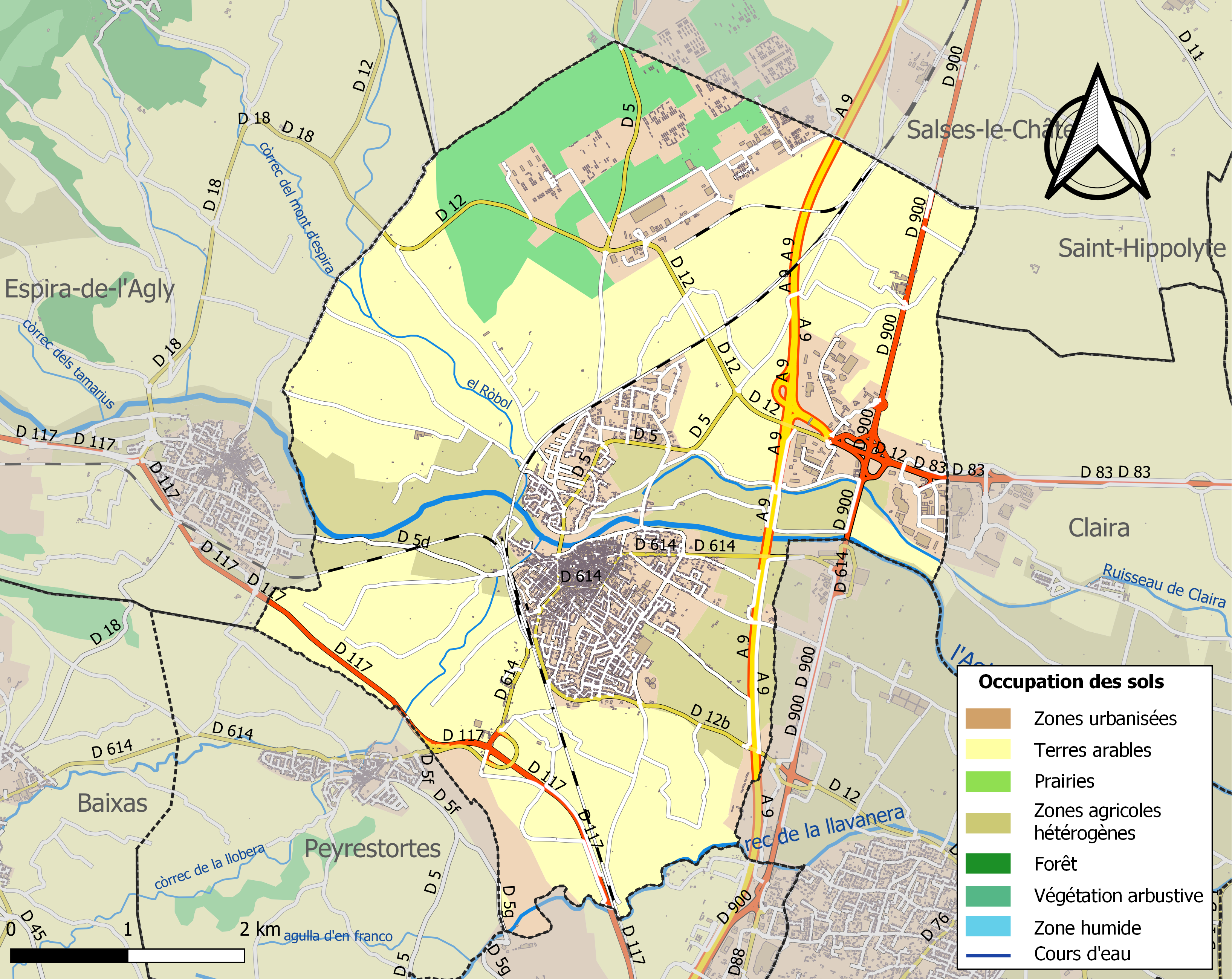
Carte des infrastructures et de l'occupation des sols de la commune en 2018 (CLC).

### Logement
Rivesaltes comprend en 2012 4 185 logements, parmi lesquels 85,7 % sont des résidences principales, 2,6 % sont des résidences secondaires et 11,7 % sont vacants. 60,4 % des ménages sont propriétaires de leur logement.
Faute d'avoir respecté l'objectif triennal 2011-2013 de construction de logements sociaux, avec 28 réalisés sur les 48 requis (soit un taux de réalisation de 58 %), la commune se voit sanctionnée par la préfecture en 2015 d'une pénalité de 82 000 euros.

### Voies de communication et transports
Rivesaltes se situe à quelques kilomètres de l'A9 mais elle bénéficie aussi de plusieurs voies rapides, l'une allant vers l'Aéroport de Perpignan-Rivesaltes, l'autre allant vers Perpignan. C'est le départ de la route du Fenouillèdes, la RN117, déclassée en RD117 en 1972.
La ville est desservie par la Gare de Rivesaltes, escale du TER Occitanie. C'est aussi le départ du train du pays Cathare et du Fenouillèdes.
Les lignes 9 (Vingrau - Perpignan Languedoc - Gare de Perpignan), 16 (Cap Roussillon - Rivesaltes - Perpignan Languedoc) et 19 (Opoul-Périllos - Rivesaltes - Gare de Perpignan) du réseau urbain Sankéo assurent la desserte de la commune.

### Risques majeurs
Le territoire de la commune de Rivesaltes est vulnérable à différents aléas naturels : inondations, climatiques (grand froid ou canicule), mouvements de terrains et séisme (sismicité modérée). Il est également exposé à deux risques technologiques,  le transport de matières dangereuses et la rupture d'un barrage,.

#### Risques naturels
Certaines parties du territoire communal sont susceptibles d’être affectées par le risque d’inondation par crue torrentielle de cours d'eau du bassin de l'Agly. La commune fait partie du territoire à risques importants d'inondation (TRI) de Perpignan-Saint-Cyprien, regroupant 43 communes du bassin de vie de l'agglomération perpignanaise, un des 31 TRI qui ont été arrêtés le 12 décembre 2012 sur le bassin Rhône-Méditerranée. Des cartes des surfaces inondables ont été établies pour trois scénarios : fréquent (crue de temps de retour de 10 ans à 30 ans), moyen (temps de retour de 100 ans à 300 ans) et extrême (temps de retour de l'ordre de 1 000 ans, qui met en défaut tout système de protection),.
Les mouvements de terrains susceptibles de se produire sur la commune sont liés au retrait-gonflement des argiles. Une cartographie nationale de l'aléa retrait-gonflement des argiles permet de connaître les sols argileux ou marneux susceptibles vis-à-vis de ce phénomène.
Ces risques naturels sont pris en compte dans l'aménagement du territoire de la commune par le biais d'un plan de prévention des risques inondations.

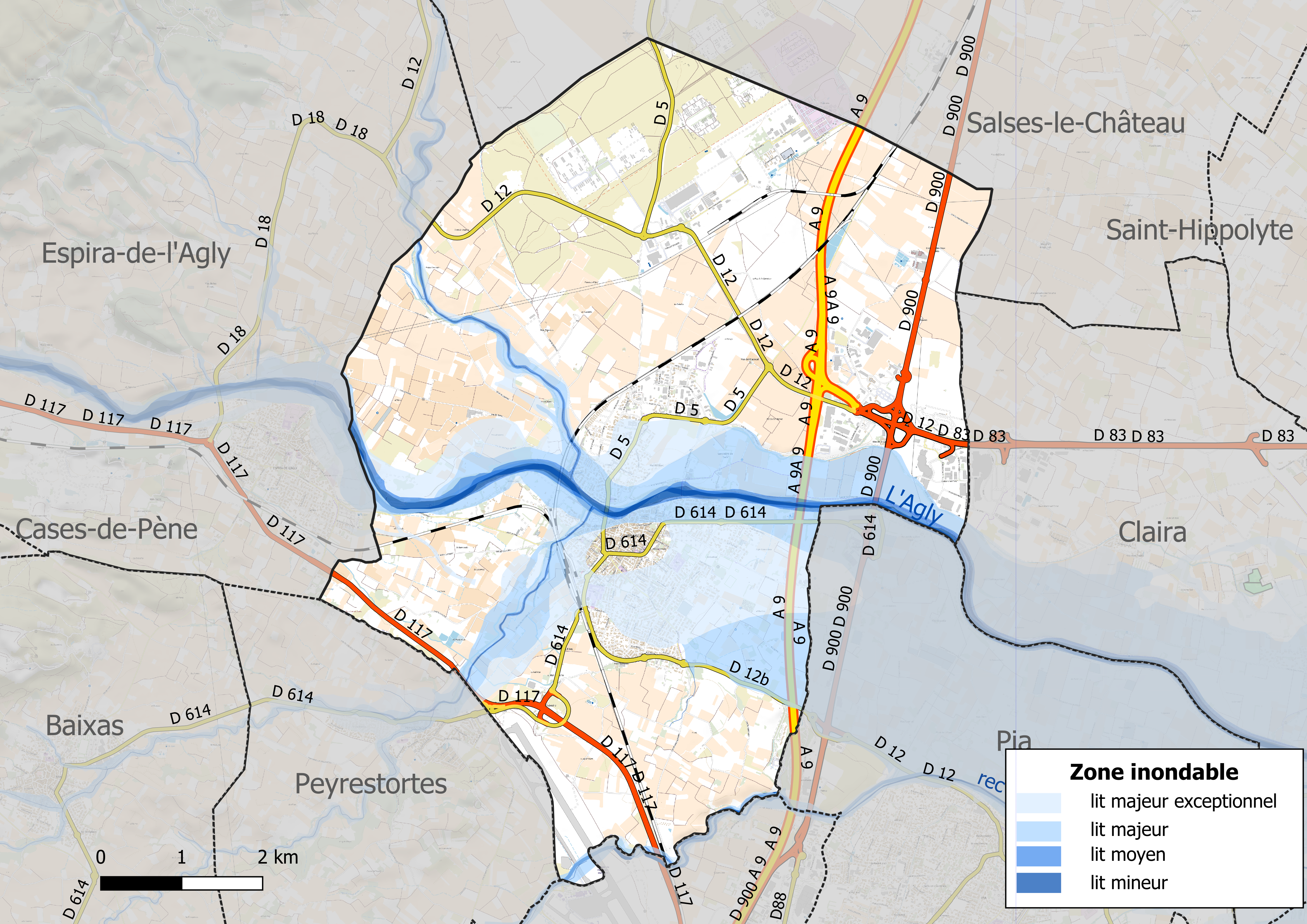
Carte des zones inondables.
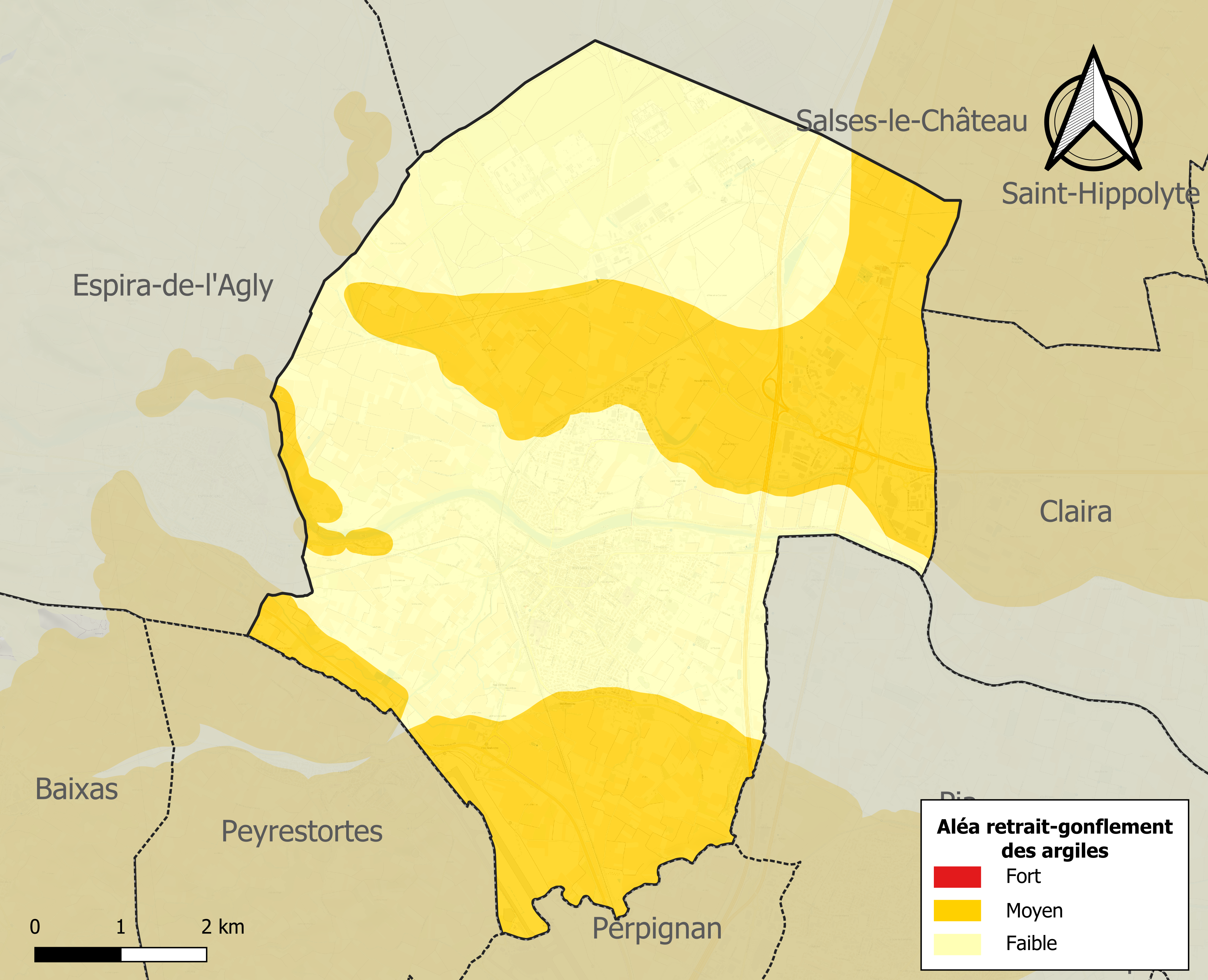
Carte des zones d'aléa retrait-gonflement des argiles.

#### Risques technologiques
Le risque de transport de matières dangereuses sur la commune est lié à sa traversée par des infrastructures routières et ferroviaires importantes et la présence d'une canalisation de transport de gaz. Un accident se produisant sur de telles infrastructures est en effet susceptible d’avoir des effets graves au bâti ou aux personnes jusqu’à 350 m, selon la nature du matériau transporté. Des dispositions d’urbanisme peuvent être préconisées en conséquence.
Dans le département des Pyrénées-Orientales, on dénombre sept grands barrages susceptibles d’occasionner des dégâts en cas de rupture. La commune fait partie des 66 communes susceptibles d’être touchées par l’onde de submersion consécutive à la rupture d’un de ces barrages, le barrage de Caramany sur l'Agly, un ouvrage de 57 m de hauteur construit en 1994.

## Histoire
On ne connaît pas la date exacte de la fondation de Rivesaltes, toutefois on pense que la ville existait en 729 lors de l'invasion des Sarrazins.
En 923, un certain Landric fait don en alleu à l'abbaye de Lagrasse de deux églises : Sainte-Marie et Saint-André. L'ensemble du territoire restera la possession de l'abbaye jusqu'à la révolution française.
Rivesaltes est fortifiée dès 1172. L'ensemble comprenait vraisemblablement sept ou huit tours ainsi que des fossés, comblés depuis.
L'église Saint-André est abandonnée à la suite de la fortification et Sainte-Marie deviendra la paroisse de la ville, mais en changeant de nom pour celui de Saint-André.
La ville est occupée par les armées de Louis XI en 1463 et de Louis XIII en 1639. Elle est pillée en 1793 par l'armée espagnole. La colère des habitants qui s'ensuivit contribua à la victoire des troupes de Joseph Cassanyes à la bataille de Peyrestortes.
En 1872 le service militaire devient obligatoire et la durée, un ou cinq ans, en est fixée par tirage au sort. C'est à l'occasion de cette opération qu'éclate une émeute de 2 000 personnes à Rivesaltes le 26 mars 1873, lors de laquelle les forces de l'ordre sont directement visées et deux manifestants sont tués. Le maire démissionne quelques jours plus tard et les troubles continuent. La ville est alors occupée durant plusieurs semaines par l'armée et trois autres maires se succèdent dans les mois qui suivent cette période agitée.
La conclusion des accords de Munich fin septembre 1938 suscite un soulagement et une joie profonde : contrairement aux usages, le conseil municipal attribue le nom du président du Conseil en exercice et encore en vie à une rue, Daladier, qui l’année suivante organise la chasse aux noms de rues évoquant le communisme.

### Le musée mémorial de Rivesaltes
Le camp militaire Joffre dit « camp de Rivesaltes » a interné des populations civiles ou militaires durant sept décennies (1939-2007). Aujourd'hui, le camp de Rivesaltes est toujours en partie occupé par l'armée française.
En 2007, le centre de rétention administrative déménage et, en 2008, on construit les premiers aménagements pour la mise en place du Musée-mémorial du camp de Rivesaltes par le Conseil général des Pyrénées-Orientales, nouveau propriétaire des 42 hectares du site, inscrit à l'inventaire supplémentaire des monuments historiques.
Le 21 janvier 2009, dépôt du permis de construire par l'architecte Rudy Ricciotti. Les travaux devraient débuter en 2010 et durer deux ans.
Le 16 octobre 2015, Manuel Valls inaugure le musée-mémorial de Rivesaltes, sur l'emplacement de l'ancien camp d'internement. Près de 21 millions d’euros d’investissement et neuf mois de recherche ont été nécessaires pour mener à bien le projet.

## Politique et administration

### Administration municipale
Rivesaltes était jusqu'en janvier 2011 la commune principale de la communauté de communes Rivesaltais-Agly, elle fait maintenant partie de la communauté d'agglomération Perpignan Méditerranée. La commune adhère également au Pays de la Vallée de l'Agly.
La commune est le chef-lieu du canton éponyme, qui dépend de la deuxième circonscription des Pyrénées-Orientales dont le député est Fernand Siré (UMP, ancien maire de Saint-Laurent-de-la-Salanque).

### Liste des maires
| Période   | Période   | Identité      | Étiquette       | Qualité |
| --------- | --------- | ------------- | --------------- | --- |
| 1944      | 1971      | Jean Jacquet  | SFIO puis PS    | Négociant en vins Conseiller général du canton de Rivesaltes (1945 → 1973) Président du conseil général des Pyrénées-Orientales (1956 → 1973)                                         |
| mars 1971 | mars 1983 | Émile Parès   | DVD puis UDF    | Conseiller général du canton de Rivesaltes (1973 → 1998) |
| mars 1983 | En cours  | André Bascou, | RPR puis UMP-LR | Ingénieur Député de la 2e circonscription des Pyrénées-Orientales (1993 → 1997) Président de la CC du Rivesaltais-Agly-Manadeil 5e vice-président de Perpignan Méditerranée Métropole |

### Jumelages
- - Clitheroe, Royaume-Uni

| Rivesaltes Clitheroe |

## Population et société

### Démographie ancienne
La population est exprimée en nombre de feux (f) ou d'habitants (H).
| 1358  | 1365  | 1378 | 1424 | 1470 | 1515 | 1553 | 1709  | 1720  |
| ----- | ----- | ---- | ---- | ---- | ---- | ---- | ----- | ----- |
| 142 f | 136 f | 96 f | 69 f | 70 f | 67 f | 40 f | 201 f | 254 f |

| 1730  | 1755  | 1765    | 1767    | 1774  | 1789  | 1790    | - | - |
| ----- | ----- | ------- | ------- | ----- | ----- | ------- | - | - |
| 290 f | 317 f | 1 000 H | 1 420 H | 290 f | 386 f | 1 747 H | - | - |

Notes :
- 1424 : dont 6 f pour l'ermitage de Saint-Martin-de-Tura.

### Démographie contemporaine
L'évolution du nombre d'habitants est connue à travers les recensements de la population effectués dans la commune depuis 1793. Pour les communes de moins de 10 000 habitants, une enquête de recensement portant sur toute la population est réalisée tous les cinq ans, les populations de référence des années intermédiaires étant quant à elles estimées par interpolation ou extrapolation. Pour la commune, le premier recensement exhaustif entrant dans le cadre du nouveau dispositif a été réalisé en 2005.

En 2022, la commune comptait 9 151 habitants, en évolution de +5,83 % par rapport à 2016 (Pyrénées-Orientales : +3,92 %, France hors Mayotte : +2,11 %).
| 1793  | 1800  | 1806  | 1821  | 1831  | 1836  | 1841  | 1846  | 1851  |
| ----- | ----- | ----- | ----- | ----- | ----- | ----- | ----- | ----- |
| 1 818 | 2 011 | 2 530 | 2 873 | 3 208 | 3 400 | 3 446 | 3 737 | 3 839 |

| 1856  | 1861  | 1866  | 1872  | 1876  | 1881  | 1886  | 1891  | 1896  |
| ----- | ----- | ----- | ----- | ----- | ----- | ----- | ----- | ----- |
| 4 276 | 4 821 | 5 218 | 5 517 | 6 329 | 6 980 | 6 235 | 6 016 | 6 010 |

| 1901  | 1906  | 1911  | 1921  | 1926  | 1931  | 1936  | 1946  | 1954  |
| ----- | ----- | ----- | ----- | ----- | ----- | ----- | ----- | ----- |
| 5 788 | 5 607 | 5 714 | 5 214 | 5 103 | 5 068 | 5 009 | 5 469 | 5 860 |

| 1962  | 1968  | 1975  | 1982  | 1990  | 1999  | 2005  | 2006  | 2010  |
| ----- | ----- | ----- | ----- | ----- | ----- | ----- | ----- | ----- |
| 5 910 | 6 442 | 6 589 | 6 781 | 7 110 | 7 940 | 8 496 | 8 610 | 8 169 |

| 2015  | 2020  | 2022  | - | - | - | - | - | - |
| ----- | ----- | ----- | - | - | - | - | - | - |
| 8 678 | 9 020 | 9 151 | - | - | - | - | - | - |

| selon la population municipale des années : | 1968 | 1975 | 1982 | 1990 | 1999 | 2006 | 2009 | 2013 |
| Rang de la commune dans le département      | 2    | 3    | 5    | 8    | 7    | 6    | 8    | 9    |
| Nombre de communes du département           | 232  | 217  | 220  | 225  | 226  | 226  | 226  | 226  |

### Enseignement
Établissements d'enseignements :
- Écoles maternelles et primaires à Rivesaltes, Espira-de-l'Agly, Peyrestortes.
- Collèges à Rivesaltes, Espira-de-l'Agly, Perpignan, Pia.
- Lycées à Rivesaltes, Perpignan.

### Manifestations culturelles et festivités

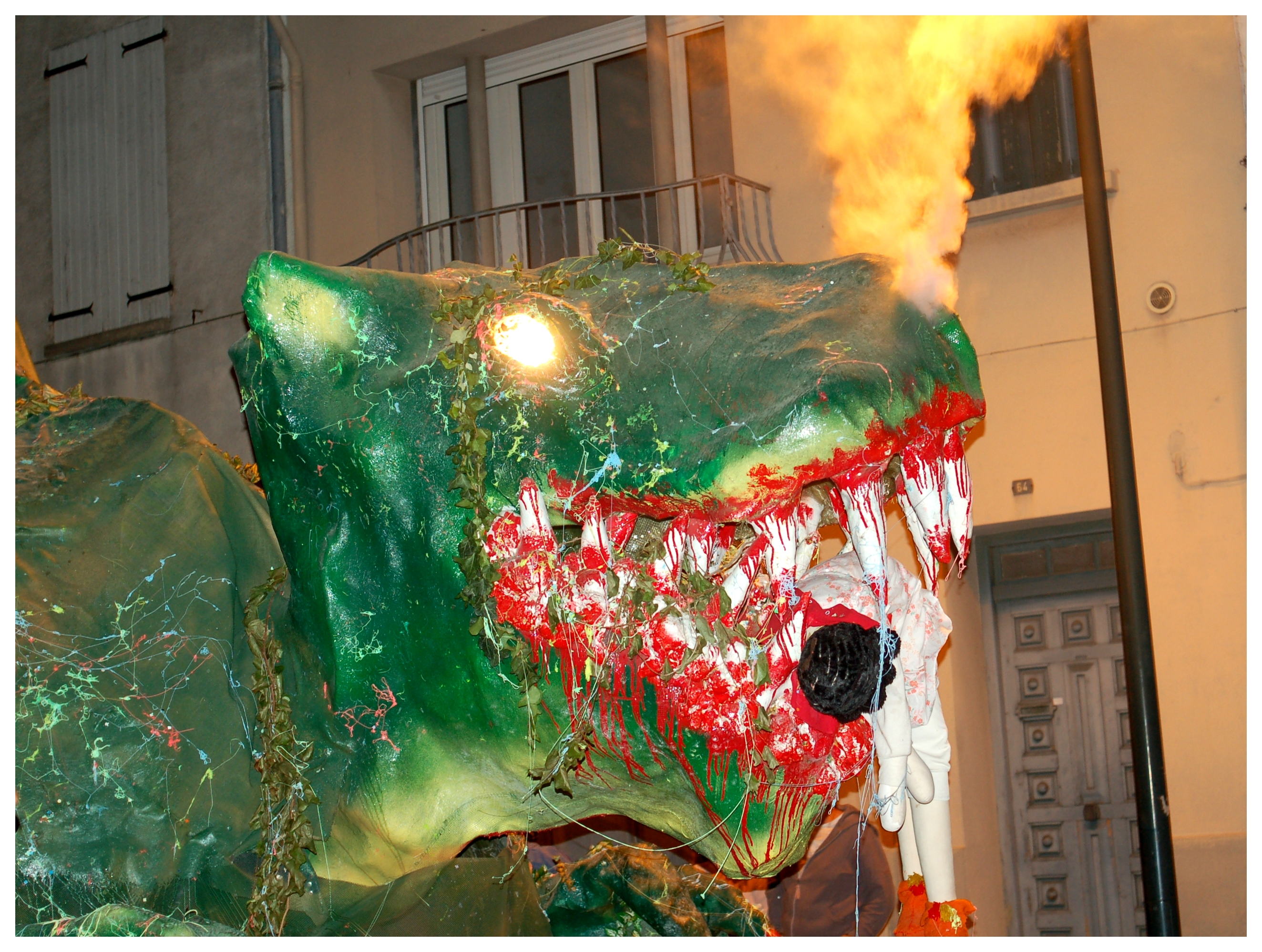
Le Babau.

- Fête patronale et communale : 30 novembre[46] ;
- Foire : 26 décembre[46] ;
- Marché : lundi [46] ;
- Vendanges littéraires : célébration autour du vin et des livres, à l'automne ;
- Fête médiévale du Babau : dragon qui selon la légende médiévale serait venu dévorer des enfants du village, en été ;
- Fête de l'abricot : juillet ;
- Festival Semaine Flamenco de Rivesaltes : en août[47].

### Santé
Rivesaltes bénéficie de la présence de plusieurs médecins généralistes. L'hôpital le plus proche est à Perpignan.

### Sports
- Rivesaltes possède une piscine municipale[49].
- La ville bénéficie de 25 Associations sportives[50].

### Cultes
- Culte catholique, Communauté de paroisses Saint Antoine-Marie Claret, Diocèse de Perpignan-Elne.
- Culte protestant à Perpignan.
- Synagogue de Perpignan.

## Économie

### Revenus
En 2018, la commune compte 3 830 ménages fiscaux, regroupant 8 376 personnes. La médiane du revenu disponible par unité de consommation est de 18 820 € (19 350 € dans le département). 39 % des ménages fiscaux sont imposés (42,1 % dans le département).

### Emploi
|                | 2008   | 2013   | 2018   |
| -------------- | ------ | ------ | ------ |
| Commune        | 11,5 % | 15,4 % | 12,1 % |
| Département    | 10,3 % | 12,9 % | 13,3 % |
| France entière | 8,3 %  | 10 %   | 10 %   |

En 2018, la population âgée de 15 à 64 ans s'élève à 5 248 personnes, parmi lesquelles on compte 70,9 % d'actifs (58,8 % ayant un emploi et 12,1 % de chômeurs) et 29,1 % d'inactifs,. En  2018, le taux de chômage communal (au sens du recensement) des 15-64 ans est inférieur à celui du département, mais supérieur à celui de la France, alors qu'en 2008 il était supérieur à celui du département.
La commune fait partie de la couronne de l'aire d'attraction de Perpignan, du fait qu'au moins 15 % des actifs travaillent dans le pôle,. Elle compte 4 302 emplois en 2018, contre 4 150 en 2013 et 4 015 en 2008. Le nombre d'actifs ayant un emploi résidant dans la commune est de 3 127, soit un indicateur de concentration d'emploi de 137,6 % et un taux d'activité parmi les 15 ans ou plus de 52 %.
Sur ces 3 127 actifs de 15 ans ou plus ayant un emploi, 1 117 travaillent dans la commune, soit 36 % des habitants. Pour se rendre au travail, 82,5 % des habitants utilisent un véhicule personnel ou de fonction à quatre roues, 2,9 % les transports en commun, 11,5 % s'y rendent en deux-roues, à vélo ou à pied et 3,2 % n'ont pas besoin de transport (travail au domicile).

### Activités

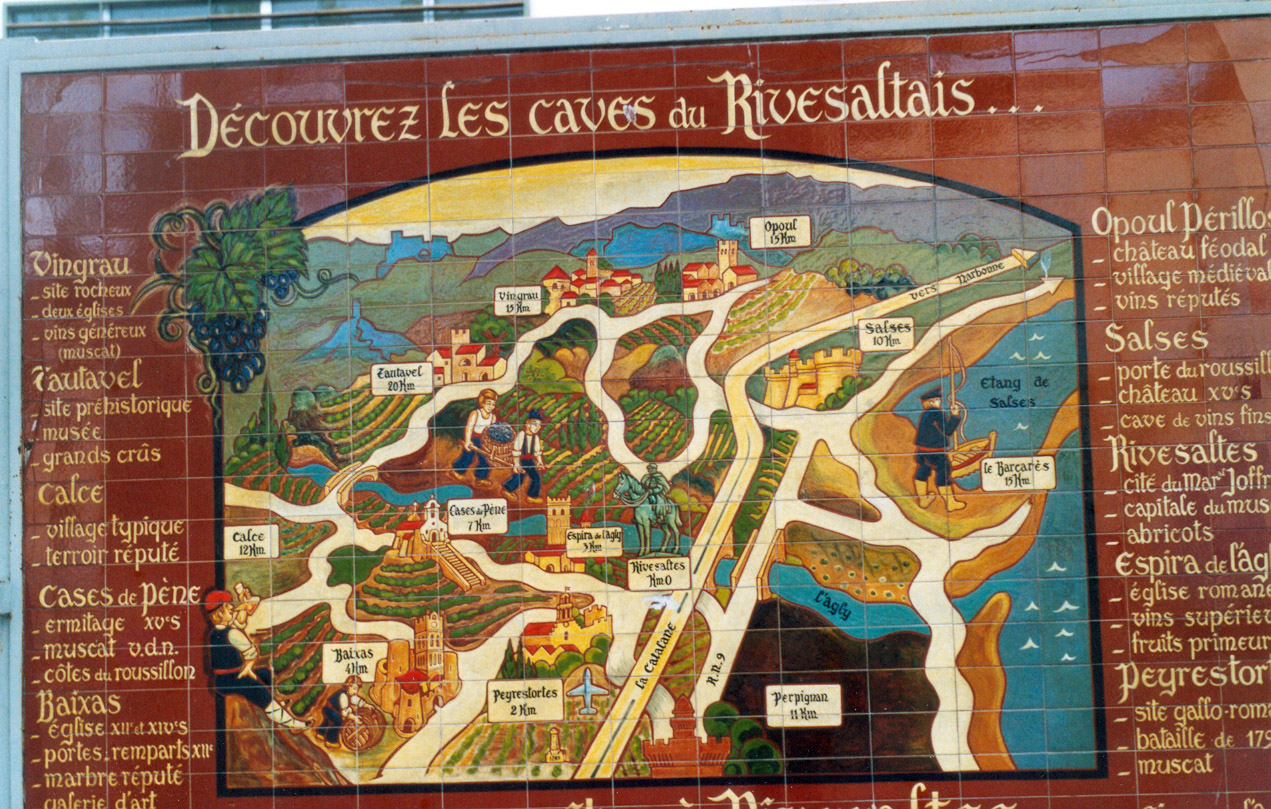
Caves de Rivesaltes.

### Revenus de la population et fiscalité
Revenus de la population
En 2010, le revenu fiscal médian par ménage était de 23 357 €.
En 2012, le revenu fiscal médian des ménages par unité de consommation est de 17 173 € et 53,9 % des foyers fiscaux sont imposables. Le taux de pauvreté est de 20,5%.
Chiffres clés Revenus et pauvreté des ménages en 2021 : médiane en 2021 du revenu disponible, par unité de consommation : 20 150 €.
Fiscalité

### Budget et fiscalité 2022
En 2022, le budget de la commune était constitué ainsi :
- total des produits de fonctionnement : 11 270 000 €, soit 1 248 € par habitant ;
- total des charges de fonctionnement : 11 461 000 €, soit 1 269 € par habitant ;
- total des ressources d'investissement : 3 661 000 €, soit 405 € par habitant ;
- total des emplois d'investissement : 2 969 000 €, soit 329 € par habitant ;
- endettement : 7 238 000 €, soit 802 € par habitant.

Avec les taux de fiscalité suivants :
- taxe d'habitation : 10,41 % ;
- taxe foncière sur les propriétés bâties : 37,01 % ;
- taxe foncière sur les propriétés non bâties : 35,67 % ;
- taxe additionnelle à la taxe foncière sur les propriétés non bâties : 0,00 % ;
- cotisation foncière des entreprises : 0,00 %.

### Entreprises et commerces

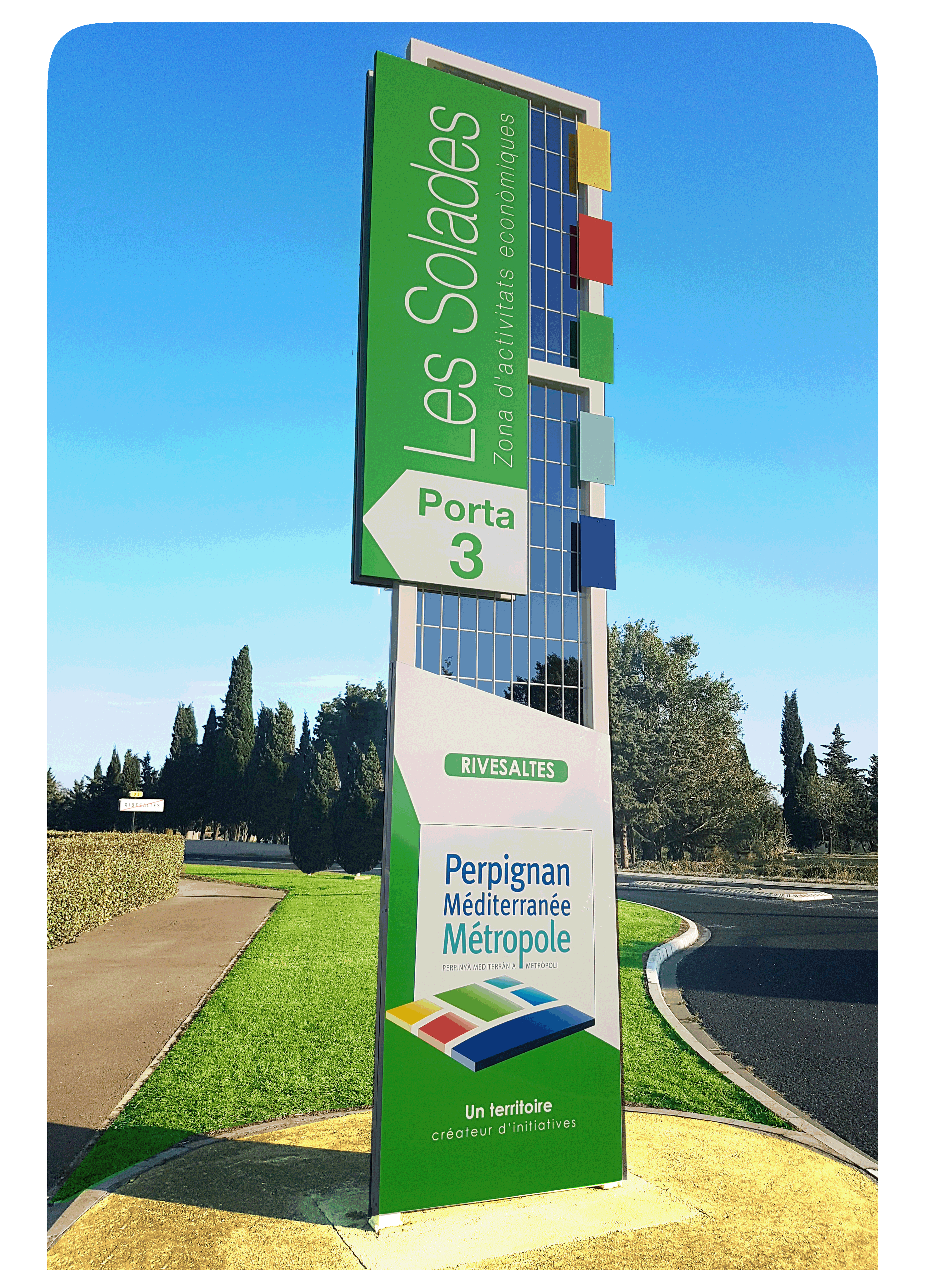
Enseigne de la zone d'activités économiques Las Solades.

Le terroir de Rivesaltes, produisant ses vins doux naturels, occupe la plus grande partie des sols de la commune et contribue largement à sa prospérité.
L’autre richesse territoriale est issue de la diversité de son bassin économique réparti en plusieurs zones d’activités. Ces principales zones d'activités sont :
Le centre-ville
Une soixantaine de commerçants sont installés au centre-ville de Rivesaltes.[réf. nécessaire]
La zone d'activités économiques Las Solades
Cette zone créée en 1985 accueille plus de 120 entreprises, œuvrant dans des domaines aussi variés que le numérique, l’électronique automobile et industrielle, les contraintes énergétiques du bâtiment, la maçonnerie traditionnelle, la ferronnerie d’art et industrielle, ainsi que les métiers de production et de transformation. Une entreprise de pointe dans le diagnostic électronique automobile y est implantée depuis trente ans, ainsi que le vice champion du monde de forge.[réf. nécessaire]
L'espace Entreprises Méditerranée
La superficie est de 120 hectares. Un vaste parc de voitures neuves est présent, ainsi qu'un CAT, un centre de formation AFPA et aussi une fabrique de matériels de cave. Une ferme de huit éoliennes fournissant 7 600 kW y est également présente.[réf. nécessaire]
L'espace Entreprise Méditerranée accueille aussi depuis septembre 2015 le nouvel Hôtel d'entreprises de Rivesaltes. Inauguré le 10 septembre 2015 par la Présidente du Conseil départemental des Pyrénées-Orientales, Hermeline Malherbe, cet ensemble immobilier, d'un coût de 7,6 M€, inclut dix ateliers de production et un bâtiment tertiaire de 1 000 m2 répartis sur trois étages dans lequel sont ouverts 20 bureaux. Le rez-de-chaussée est occupé par la Pépinière d'Entreprises de Rivesaltes. L'hôtel d'entreprises est un bâtiment à énergie positive et utilise trois sources d’énergie renouvelable : solaire (panneaux photovoltaïques) : 48 kWc, vent (éolienne à axe vertical) : 7 kW et bois énergie (chaudière bois) : 75 kW
Les zones du Mas de la Garrigue (nord et sud)
Le plus grand cadran solaire d'Europe marque l'entrée de cette zone  qui est principalement tournée vers le transport,la logistique et les produits alimentaires. Y sont également présent cinq hôtels ainsi que Institut de formation des métiers de l artisanat.[réf. nécessaire]
La zone commerciale Cap Roussillon
Orientés vers des activités  commerciales ludiques autour d'un complexe de cinémas.[réf. nécessaire]
La zone Circuit Roussillon
Un circuit privé  pensé pour la vitesse, utilisé pour de manifestations  de karting ou de motos.[réf. nécessaire]
Le parc régional François-Arago
Destiné à accueillir la future gare départementale  pour le TGV.[réf. nécessaire]

## Culture locale et patrimoine

### Monuments et lieux touristiques
- L'Église Saint-André de Rivesaltes, église paroissiale du XVIIe siècle et XVIIIe siècle ;
- La Chapelle Saint-André de Rivesaltes, église romane ;
- Église Sainte-Marie de la Garriga, autre église romane ;
- Église Saint-Martin-de-Tura, de style roman également ;
- Maison natale du maréchal Joffre ( Inscrit MH (1938))[60]: ; ref : site internet du ministère de la culture, label apposé sur la façade du musée, sur Wikipédia fait partie de la liste à la rubrique "Maison des Illustres"
- Monument au maréchal de France Joseph Joffre, sculpté par Auguste Maillard et inauguré en 1931[61] ;
- Cadran solaire monumental Solart2, réalisé par l'artiste Marc-André 2 Figueres en novembre 2014, le plus grand d'Europe avec un flèche de 30 mètres de long et de 35 tonnes[62].

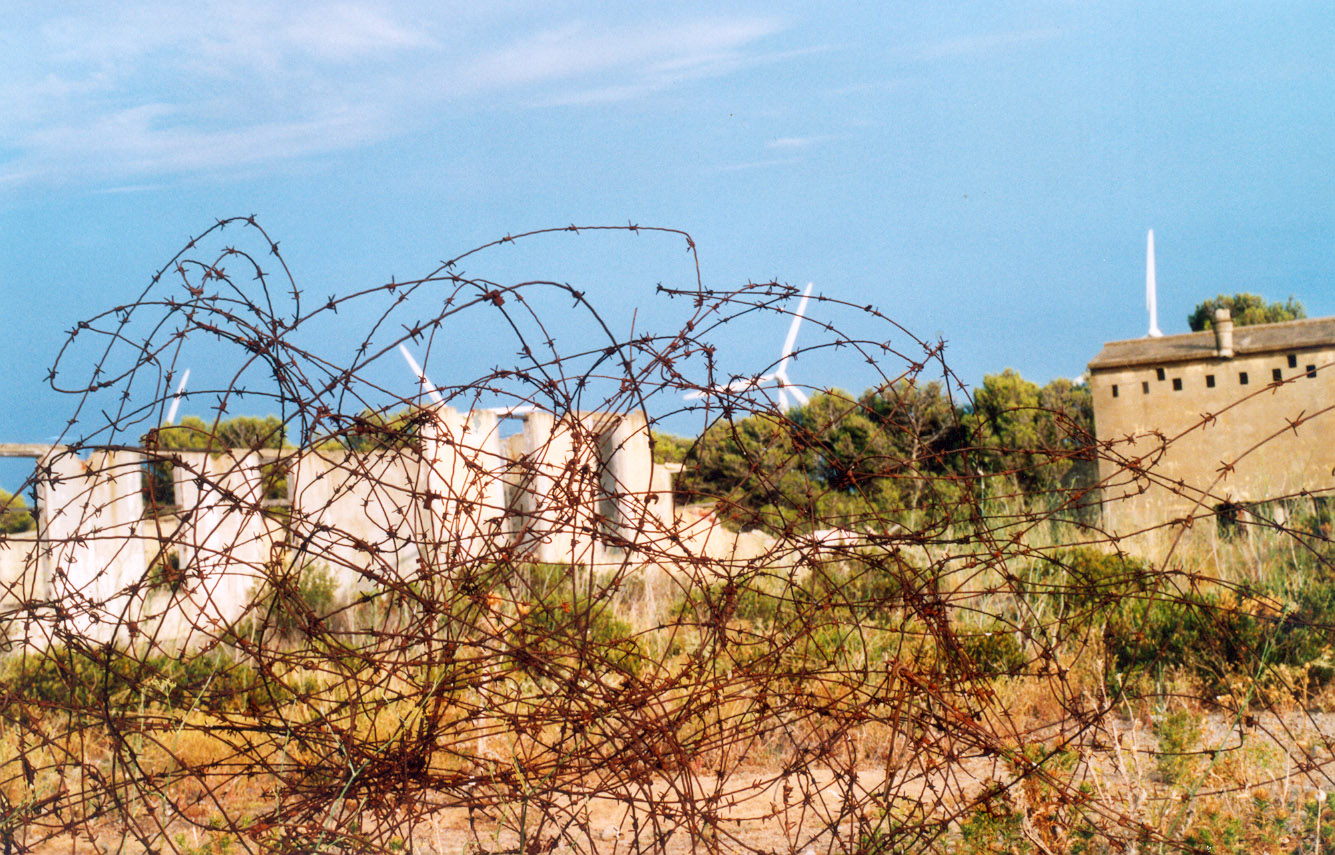
Camp de Rivesaltes en 2007.
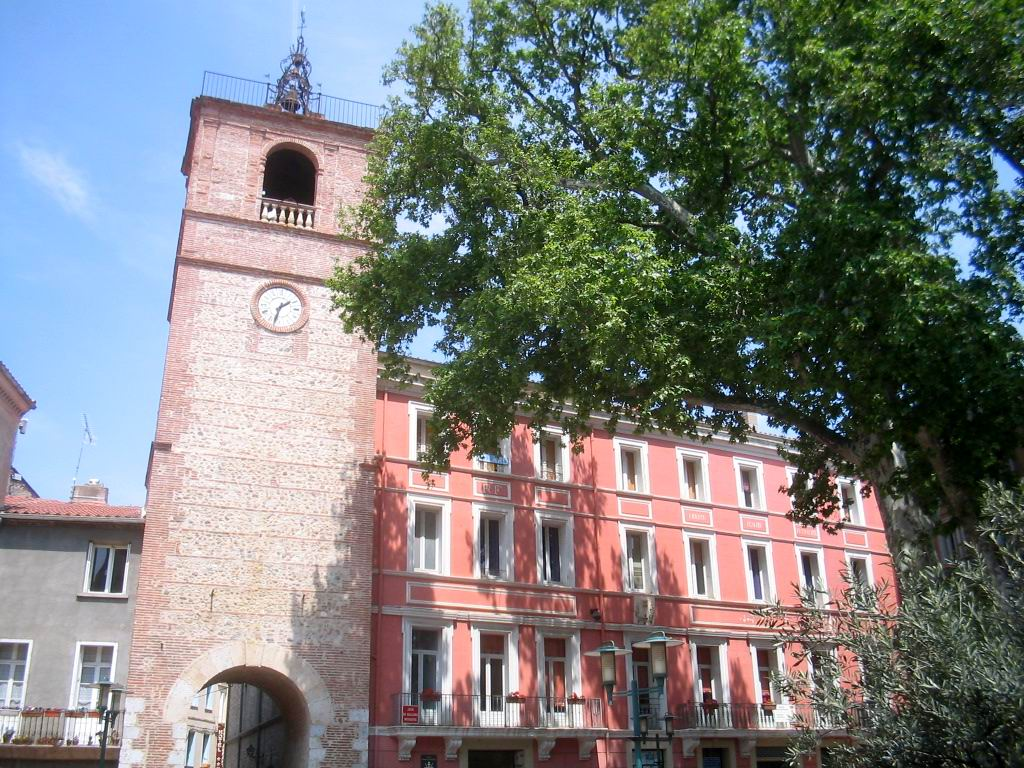
Ancien hôtel de ville sur la place Charles-de-Gaulle.
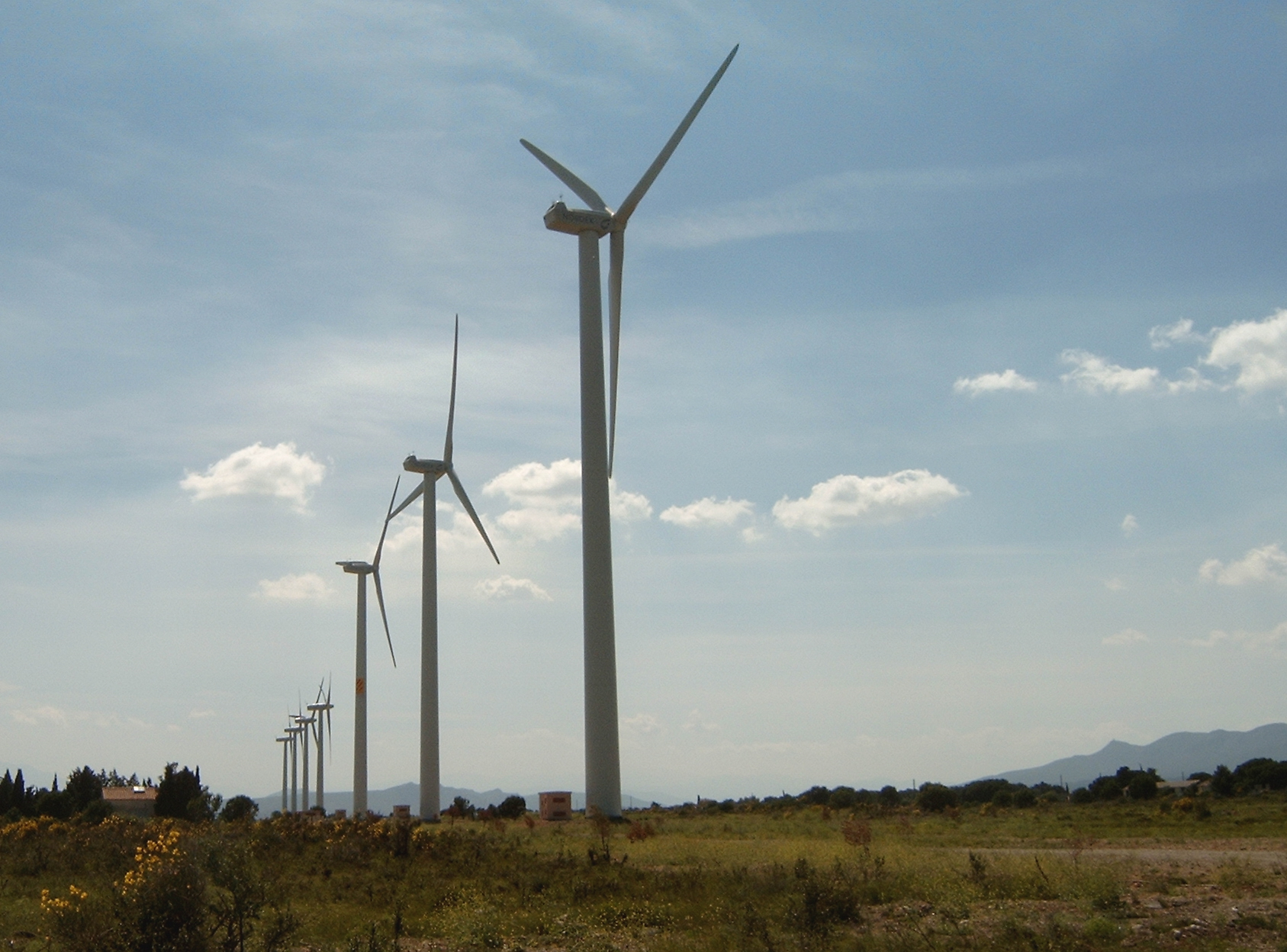
Le parc des éoliennes.
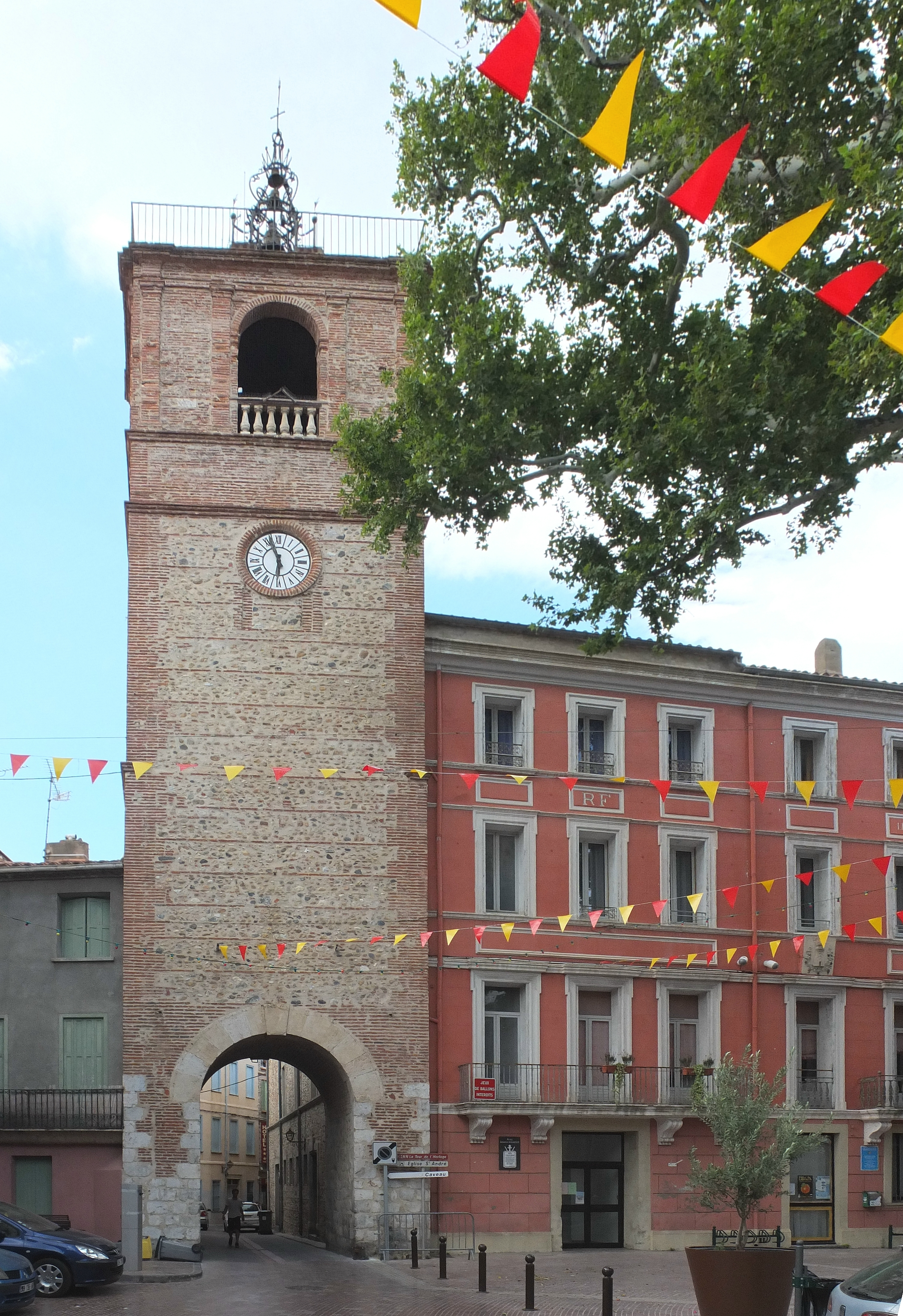
Beffroi de 1755.
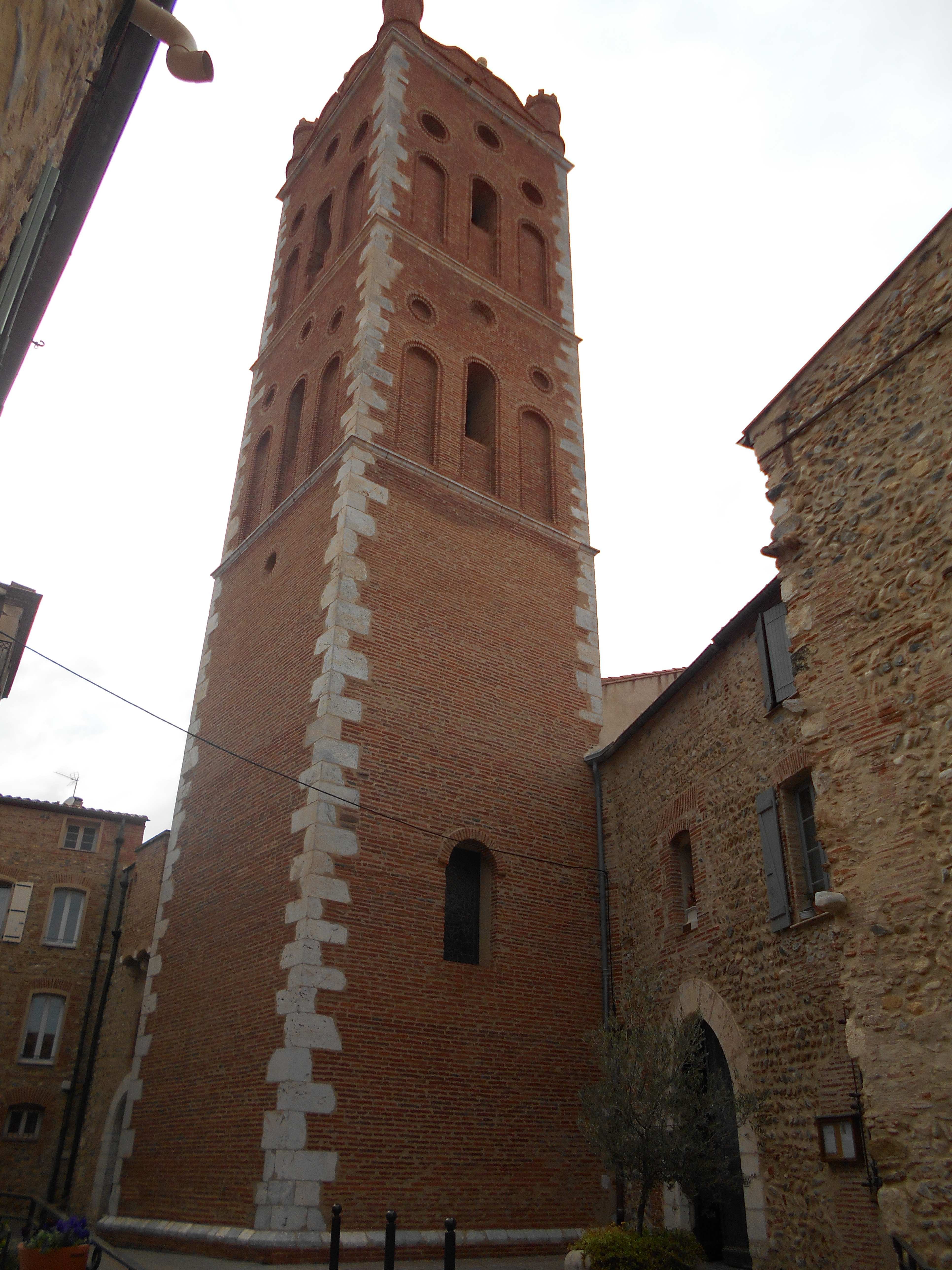
Église Saint-André de Rivesaltes.
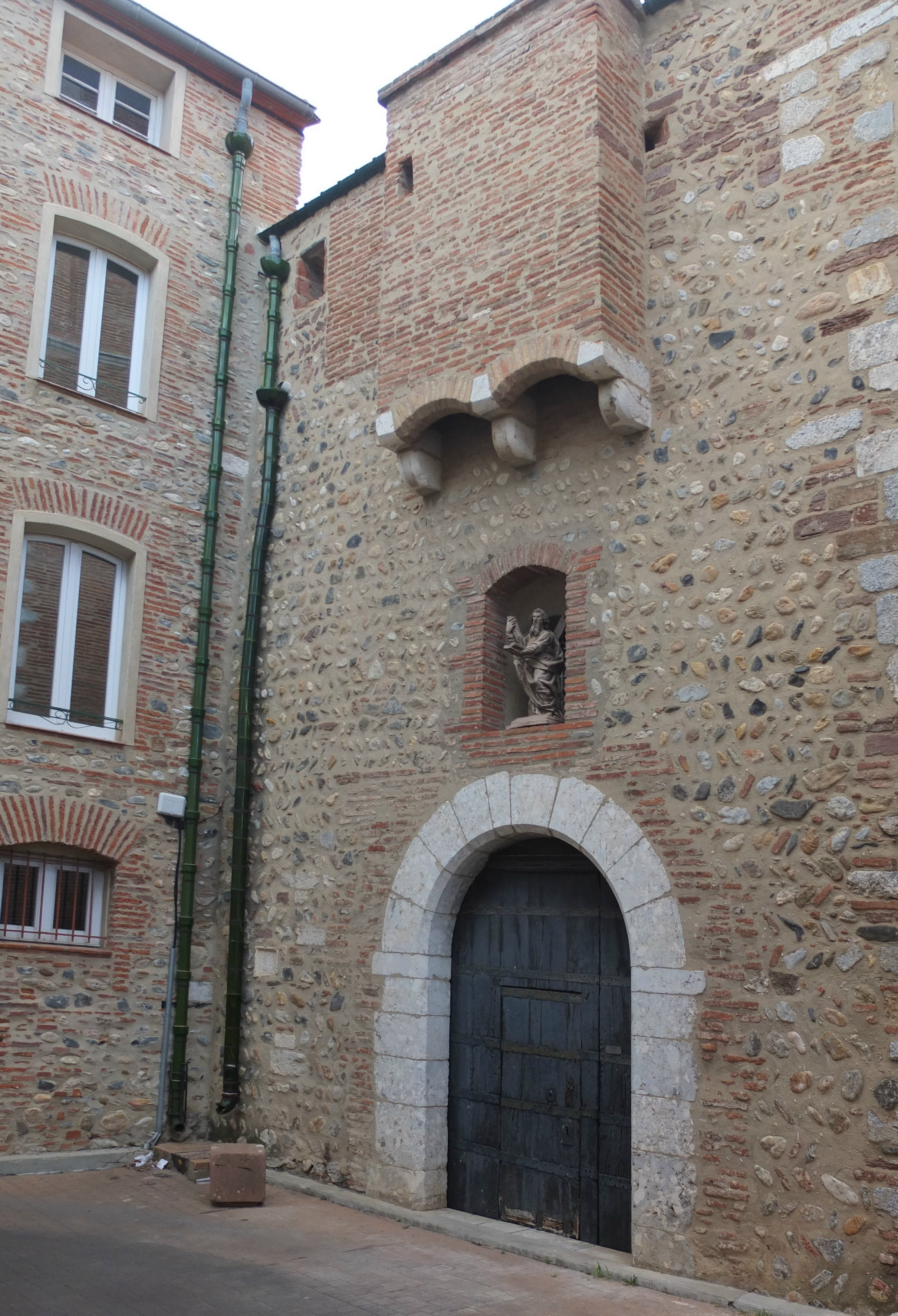
L'entrée de l'église.

### Personnalités liées à la commune
- Théodore Parès (1796-1880), homme politique né à Rivesaltes, député des Pyrénées-Orientales de 1837 à 1848.
- Achille Farines (1825-1883) : ancien maire et sénateur né à Rivesaltes ;
- Joseph Joffre (1852-1931) : Maréchal de France né à Rivesaltes ;
- Jean Joffre (1872-1944) : acteur de théâtre et cinéma né à Rivesaltes ;
- Michel Parès (1887-1966) : homme politique né à Rivesaltes ;
- Léopold Cazals (1892-1965) : militant syndicaliste né à Rivesaltes ;
- Joseph-Pierre Lanet (1912-1974) : homme politique mort à Rivesaltes ;
- André Salvet (1918-2006) : auteur, journaliste et producteur né à Rivesaltes ;
- Jean Abélanet (1925-2019) : archéologue et préhistorien né et mort à Rivesaltes ;
- Claude Delmas (1932-2016) : écrivain né à Rivesaltes ;
- Gérard Roucariès (1932-2009) : ancien joueur de rugby à XV né à Rivesaltes ;
- Georges Gauby (1933-2025) : ancien joueur de rugby à XV né à Rivesaltes ;
- Henri Lhéritier (1946-2016) : écrivain né à Rivesaltes.

### Héraldique
| Blason de Rivesaltes | Blason  | D’or à Saint André de carnation, nimbé de gueules, habillé d’azur et d’argent, brochant sur sa croix alésée de sinople. |
| Blason de Rivesaltes | Détails | Le statut officiel du blason reste à déterminer.                                                                        |